# Guerilla Open Access Manifest
Het Guerilla Open Access Manifest (originele titel: Guerilla Open Access Manifesto) werd in juli 2008 door Aaron Swartz geschreven in Eremo, Italië en vervolgens vrijgegeven aan het publieke domein onder de Creative Commons-licentie Public Domain Mark 1.0.
Het Manifest, waarin Swartz een argumentatieve basis legt voor de radicale vleugel van de Open Access-beweging, waarin hij oproept voor het gratis toegankelijk maken van academische werken, begint met de woorden: "Informatie is macht." en eindigt met de vraag: "Doe jij met ons mee?". Het doel dat Swartz met zijn manifest nastreefde is het uiten van zijn mening, op misstanden wijzen en nieuwe Open Access-ondersteuners werven. De centrale boodschap van de tekst is de uitspraak dat het delen van kennis niet immoreel is, maar morele noodzaak. "Maar delen is niet immoreel, het is een morele verplichting". De tekst bestaat uit twee delen.

## Deel 1: De bevoorrechten
Inleidend benoemd Swartz de digitalisering en het afsluiten door private bedrijven van dit wetenschappelijke en culturele erfgoed. Hij beschrijft de intentie van Open Access-activisten om werk op internet te publiceren op een manier dat iedereen er toegang tot heeft. Swartz moedigt studenten, wetenschappers en bibliothecarissen, die hij als bevoorrecht beschouwd, aan om hun toegang tot wetenschappelijk werk met anderen te delen en stelt manieren voor om dit te doen.

## Deel 2: De oproep
Aan het begin van het tweede deel richt Swartz zich op de mensen die hij uitgesloten noemt omdat ze geen directe toegang hebben tot de huidige wetenschappelijke kennis. Hij beschrijft illegale handelingen die hij nodig acht om toegang te krijgen tot onderzoek en wetenschappelijke publicaties, terwijl hij tegelijkertijd de heersende morele concepten in de wetenschappelijke gemeenschap bespreekt: "Alleen zij die verblind zijn door hebzucht zouden weigeren om hun vrienden een kopie te laten maken."
Concluderend spreekt Swartz zich expliciet uit tegen de privatisering van kennis en roept op voor het downloaden en verspreiden van wetenschappelijke publicaties via file-sharing netwerken.